# 三島神社 (南伊豆町妻良)
三島神社（みしまじんじゃ）は、静岡県賀茂郡南伊豆町妻良（めら）にある神社。

## 概要
南伊豆町の西部にある妻良(めら)地区の南方、国道136号沿いの西側に鎮座している。
創建は不詳だが、式内社である大津往命神社（おおつのゆきのみことじんじゃ）に比定され、『伊豆国神階帳』にも「従四位上 をゝつゆき姫の明神」と記されている古社である。
明治6年（1873年）に村社に列する。

## 祭神
- 大津往命（おおつのゆきのみこと）